# Calosopsyche palaeoelegans
Calosopsyche palaeoelegans is een fossiele soort schietmot uit de familie Hydropsychidae.